# 烏蒂里克環礁
烏蒂里克環礁是太平洋由10個島嶼組成的環礁，屬於拉塔克礁鏈的一部分，是馬紹爾群島24個立法選區（legislative district）之一，位於烏賈環礁以東47公里，總土地面積0.94平方公里，中央的潟湖面積22.29平方公里，1998年人口409。

## 外部連結
- Marshall Islands site （页面存档备份，存于）
- Entry at Oceandots.com （页面存档备份，存于）